# Moritz Schreber
Daniel Gottlob Moritz Schreber, nacido el 15 de octubre de 1808 en Leipzig, donde muere el 10 de noviembre de 1861, fue un médico y educador alemán, profesor en la universidad de Leipzig. 

## Biografía

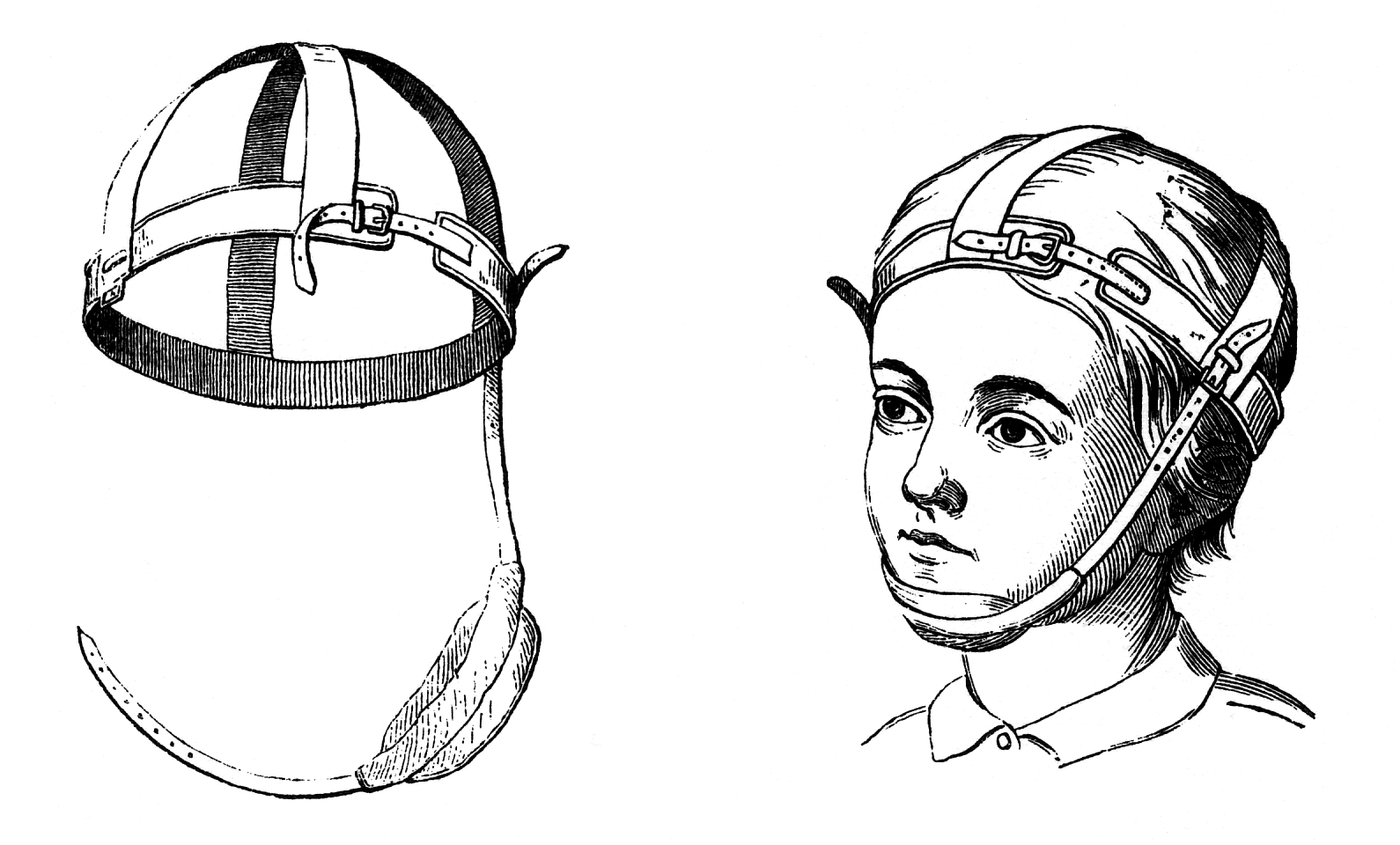
Aparato de Moritz Schreber para impedir que los niños abran la boca

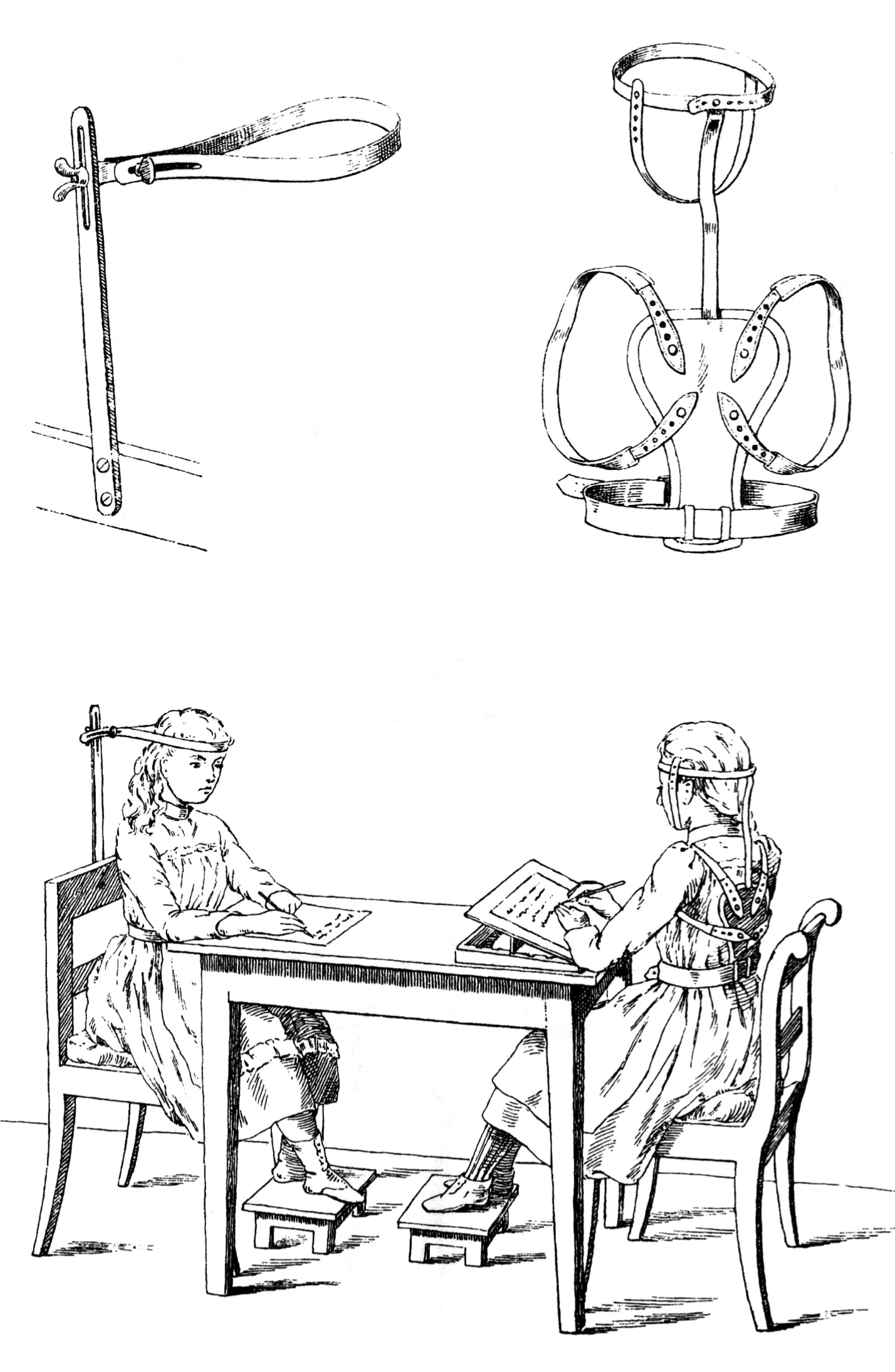
Aparato de Moritz Schreber para obligar a los niños a mantenerse rectos

Las publicaciones de Moritz Schreber tratan principalmente de la salud de los niños y de las consecuencias sociales de la urbanización debida a la Revolución industrial.
Es el creador de los jardines familiares, los Schrebergarten, destinados al ejercicio físico. Y adepto de métodos coercitivos que Katharina Rutschky calificará más tarde de Schwarze Pädagogik (« pedagogía negra »), Moritz Schreber es el inventor de instrumentos y de aparatos que pretenden corregir a los niños. Preconizó también el uso de los baños helados a título de herramienta educativa.
Casado con Pauline Haase (1815-1907), tuvo tres hijas y dos hijos. El mayor, Daniel Gustav (1839–1877), se suicidó. El cadet, Daniel Paul Schreber (1842-1911), es el uno de los casos estudiados por Freud en Cinco lecciones sobre psicoanálisis. Freud no lo ha encontrado nunca pero basa su estudio sobre las Memorias de un enfermo de nervios. A su continuación, Lacan y Deleuze han estudiado el caso de Daniel Paul Schreber.

## Publicaciones
- Die Eigenthümlichkeiten de los kindlichen Organismus im gesunden und kranken Zustande (1852)
- Der Hausfreund als Erzieher und Führer zu Familienglück und Menschenveredelung (1861)
- Die ärztliche Zimmergymnastik (1855); en Gutenberg
- Kallipädie oder Erziehung zur Schönheit durch naturgetreue und gleichmässige Förderung normaler Körperbildung, lebenstüchtiger Gesundheit und geistiger Veredelung und insbesondere durch möglichste Benutzung specieller Erziehungsmittel (Leipzig, 1858)